# Рорбахграбен (Берн)
Рорбахграбен (нім. Rohrbachgraben BE) — громада  в Швейцарії в кантоні Берн, адміністративний округ Верхнє Ааргау.

## Географія
Громада розташована на відстані близько 34 км на північний схід від Берна.
Рорбахграбен має площу 6,5 км², з яких на 2,9% дозволяється будівництво (житлове та будівництво доріг), 69,2% використовуються в сільськогосподарських цілях, 27,7% зайнято лісами, 0,2% не є продуктивними (річки, льодовики або гори).

## Демографія
2019 року в громаді мешкало 394 особи (-7,9% порівняно з 2010 роком), іноземців було 4,6%. Густота населення становила 61 осіб/км².
За віковим діапазоном населення розподілялося таким чином: 22,3% — особи молодші 20 років, 57,1% — особи у віці 20—64 років, 20,6% — особи у віці 65 років та старші. Було 145 помешкань (у середньому 2,7 особи в помешканні).
Із загальної кількості 172 працюючих 84 було зайнятих в первинному секторі, 16 — в обробній промисловості, 72 — в галузі послуг.